# Dějiny Černé Hory
Černá Hora patří mezi nejmladší evropské státy, její dějiny jsou však – podobně jako u ostatních zemí starého kontinentu – velmi dlouhé. Propojují se hlavně s dějinami srbskými, ale i dějinami jiných států jihovýchodní Evropy. Černá Hora se z malého slovanského knížectví vyvinula později v samostatné království, kam nezasahovaly islamizační vlivy Osmanské říše. Po sloučení se Srbskem v Jugoslávii se stala Černá Hora jednou z oblastí tohoto velkého soustátí, později jeho nejmenší svazovou republikou. Nezávislost vyhlásila v roce 2006.

## Starověk a středověk

### Illyrie
Před příchodem Slovanů na Balkán během 6. století našeho letopočtu, byla oblast nyní zvaná jako Černá Hora obydlena Illyriany. Podél pobřeží Jaderského moře, migrace po celém území (což bylo ostatně typické pro celý starodávný středomořský svět) zajistila osídlení směsicí kolonistů, obchodníků a těch, kteří toužili po dobývání území. Řecké kolonie byly na tomto pobřeží založeny během 6. a 7. století př. n. l. a o Keltech je známo, že se zde usídlili ve 4. století př. n. l. Během 3. století př. n. l. zde vzniklo původní Illyrijské království s hlavním městem Skadar. Římané vypravili několik trestných výprav proti místním pirátům a Illyrijské království konečně porazili roku 9 našeho letopočtu, které přeměnili na provincii Illyria.
Rozdělení Římské říše mezi vládu Říma a Byzancie – neboli mezi Latinskou a Řeckou církev – bylo značeno čarou severně od Skadaru a vedla skrze dnešní Černou Horu, která mimo jiné znázorňuje tuto oblast jako hranici mezi ekonomickými, kulturními a politickými světy Středomoří a Slovanů. Jak římská moc upadala, tato část Dalmácie trpěla neustálými vpády různých polonomádských útočníků, především Gótů na konci 5. a Avarů na konci 6. století. Tyto kmeny však byly Slovany brzy potlačeny a Slované se následně široce rozšířili v celé Dalmácii v polovině 7. stol. Díky tomu, že okolní terén byl extrémně nerovný a postrádal všechny hlavní zdroje bohatství, jako jsou minerály, oblast zvaná jako Černá Hora se stala rájem pro rozlišné skupiny osadníků, včetně několika kmenů, kteří utekli před romanizací.

### Duklja
Duklja (či Diokletija) byl slovanský středověký stát s dědičnými zeměmi, obklopenými oblastmi řeky Zety, Skadarským jezerem a Bokou Kotorskou a hraničící s Travunií a Kotorem. Duklja byla původně polonezávislou částí Velkého knížectví Rašky, které bylo vazalem Východořímské říše a později přímo pod vládou Byzantské říše, dokud si nezískalo nezávislost v polovině 11. století pod vládou dvora Vojislava. Po velkém pádu byla Doclea včleněna do sjednoceného Srbského státu, kde zůstala do pádu srbského cara Stefana Uroše IV. Dušana, kdy se stala Knížectvím Zeta.

#### Jméno
„Doclea“, jméno oblasti v dobách rané římské říše, bylo označení pro raný illyrijský kmen. Římský císař Dioklecián pochází z této oblasti. V pozdějších stoletích Římané hyperkorekcí změnili jméno na „Dioclea“, mylně se domnívali, že „i“ bylo ztraceno kvůli vulgární mluvě. „Duklja“ je pozdější slovanská verze tohoto slova. Pravé město Dioclea se nacházelo v místech dnešní Podgorici (ve středověku známém jako Ribnica).

#### Historie
Slované migrovali z Kotorského zálivu k řece Bojaně v první polovině sedmého století a spolu s Bílými Srby založili knížectví Doclea na území, které jim dal byzantský císař Heraclius. Obyvatelstvem byla směsice Slovanských pohanů a polatinštěných Římanů z byzantských enkláv na pobřeží, zahrnující nějaké potomky Illyrů. Kolem roku 753, populace byla poprvé popsána jako Červení Chorvaté. Přestože si lidé užívali skutečné nezávislosti, přitahovali pozornost Srbů. Po následných misiích Cyrila a Metoděje bylo obyvatelstvo obráceno na křesťanství. Kmeny (smíšené slovansko-illyrské) se zorganizovaly do polonezávislého vévodství Duklja v desátém století.
Po čelení následné bulharské nadvládě byli lidé rozděleni tak, jak si dokjelští bratři ̶ knížata mezi sebou rozčtvrtili zemi, krátce po roce 900. Kníže Časlav Klominirović ze srbského rodu Vlastimirovićů rozšířil svůj vliv nad Docleou během desátého století. Po pádu srbského království roku 960 čelili Doklejští obnovené bulharské okupaci během jedenáctého století. Místní vladař, Jovan Vladimir, přispěl k rozvoji křesťanské církve a jeho kult stále přetrvává v srbské ortodoxní církvi, která ho prohlásila za svatého. Za vlády Stefana Dobroslava I. Vojislava byl lid osvobozen od nadvlády Východořímské říše. Vojislav bývá popisován buď jako Srb, nebo také Travuňan či Doclean. Po svém neúspěšném povstání obyvatelstvo opět spadlo pod byzantskou nadvládu.
Během Velkého schizma roku 1054 se Doklejští přidali na stranu katolické církve. Bar se stal biskupstvím roku 1067. Roku 1077 papež Řehoř VII. Uznal Duklju nezávislým státem a uznal jejího krále Mikhaila (Michaela, z Vojislavljevićské dynastie založené šlechticem Stefanem Vojislavem) jako Rex Doclea (král Duklije). Království nicméně platilo tribut Byzantské říši on sám tvrdil, že byl vladařem kmenů Srbů stejně tak jako Chorvatů. Nejlepší srbští vojáci opustili království roku 1072, aby pomohli povstání Slovanů v Makedonii. Na konci jedenáctého století převzal vládu král Constantin Bodin. V roce 1082 bylo biskupství v Baru na četné požadavky povýšeno na arcibiskupství.
Expanze králů z dvora Vojislavljeviće spojila zpět všechny dřívější srbské země, včetně Zachlumska, Bosny a Rašky. Moc Doklejských poklesla a dostali se pod tlak ze strany Velkých knížat z Rašky ve dvanáctém století. Stefan Nemanja se narodil roku 1117 v Ribnici. Roku 1168, už jako srbský vévoda, zahájil ofenzivu proti Řecku, obléháním i budováním četných měst, krom Kotoru, který se mu poklidně vzdal a kde vybudoval své sídlo. Nemanja, po konvertování na ortodoxii, představil téměř neexistující ortodoxní křesťanství obyvatelům Duklije. Rozvoj latinské kultury byl efektivně pozastaven zrušením produkce latinských knih. Náboženská expanze kacířské Bogumilovy sekty byla zastavena.

#### Obléhání Baru
Roku 1186, když byl Stefan Nemanja ve válce s Byzantskou říší, započal válečnou kampaň pro začlenění Duklije do svého království. Oblehl Bar, který byl pod vedením místního arcibiskupa Grgura.
Nemanja při obléhání Baru požadoval jako výkupné od obyvatel města ve výši 800 perperů, ale arcibiskup se nikdy nevzdal a žádal o pomoc knížete Duklije Mihaila, který byl však také pod útokem, Nemanjových bratrů. Barský arcibiskup Grgur sepsal velkolepou knihu slabou latinou během let 1171–1196 jako svůj osobní deník popisující konec království Duklije a dílo na pozvednutí morálky lidu, že jeho latinská města budou stát navždy: Kroniky kněze Duklije. V první polovině se soustředí na zdroj z roku 753, anonymní spis De Regno Sclavorum, který obsahuje ranou historii jižních Slovanů, zatímco druhá polovina je kompilací částí částečně napsaných arcibiskupem, částečně jinými, které popisují tehdejší moderní svět Duklije. Dílo bylo používáno na propagaci morálky občanům Duklije, že její sláva bude obnovena.
Stefan Nemanja dal Dukliji roku 1186 svému nejstaršímu synu, Vukanovi, který trval na vládě se starým královským titulem „král Duklije a Dalmácie“. S konečným podlehnutím Duklije Srbům roku 1189, smrtí knížete Mihaila a představením Vukana, arcibiskup a kněžna Desislava uprchli do exilu v Dubrovnické republice se dvěma loděmi a loajální nobilitou z Duklije. Odtud kněžna nakonec emigrovala do Omiše a našla zde smrt. Arcibiskup Grgur byl vyhnám a jeho post byl dočasně zrušen po Nemanjovo dobytí Baru, takže pokračoval ve své kronice v exilu.
Tato éra značí hlavní předěl v historii Černé Hory s tím, jak Nemanja násilím zavedl Srbské ortodoxní náboženství pro většinu Doklejského obyvatelstva.

### Knížectví Zeta
Zeta bylo knížectví zhruba na srbském území, přibližně v místech dnešní Černé Hory. Zeta byla poprvé zmíněna jako vazalská část Rašky, ovládána dědici srbského trůnu z rodu Nemanjićů. Jakmile se dědic stal velkým županem nebo králem Srbů, tak bylo léno zajištěno pro dalšího dědice. Zeta se stala prakticky nezávislou na Rašce roku 1356 pod vedením Balši I., který se stal vládcem Zety. Roku 1371 Zeta získala plnou nezávislost na Rašce/Srbsku.
Během čtrnáctého století Balšićové a Crnojevići bojovali o nadvládu nad územím Černé Hory tak dlouho, dokud ho k jeho konci neovládli Crnojevići. Po smrti posledního Balšiće se Zeta dostala pod srbskou nadvládu, ze které ji 1496 „vysvobodili“ až Osmané, kteří Černou Horu dobyli. Nástupnickými státy byly teokratické Montenegro (na většině území) a Osmany-ovládané Montenegro (na menší části území, které bylo stejně později připojeno k teokratickému Montenegru).
Nezávislé knížectví Zeta (které bylo zřejmě prvním moderním státem na tomto území) se ustanovilo v roce 1360. Bylo pojmenováno po řece Zeta která teče z okolí Nikšiče až do Podgoricy, kde se vlévá do řeky jménem Morača. Samotné slovo Zeta znamenalo „žito“ nebo „obilí“, popř. „sklizeň“. Balšićové (1356–1435) a Crnojevići (1435–1498) vládli této zemi pevnou rukou a ačkoliv Osmané ovládali okolní území od patnáctého století, nikdy se jim nepoddali.

## Moderní dějiny

### Černá Hora

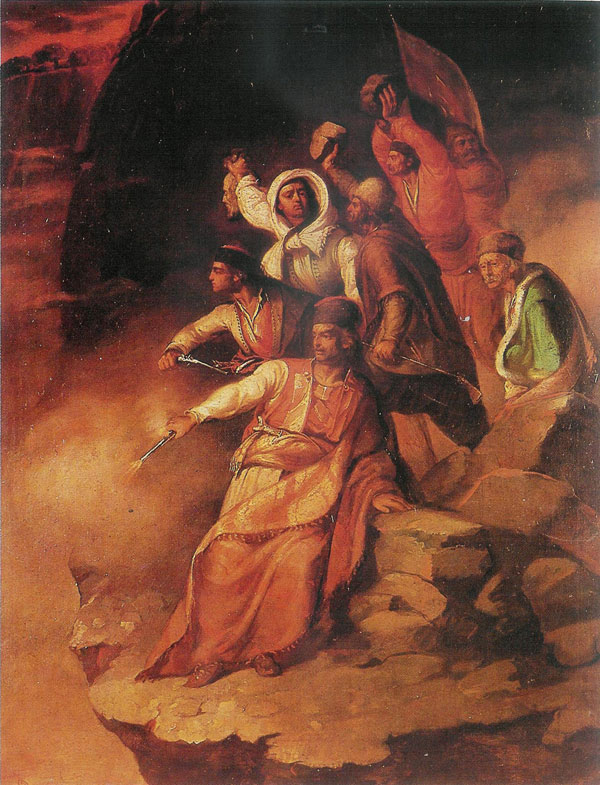
Povstání Černohorců, obraz z 19. století.

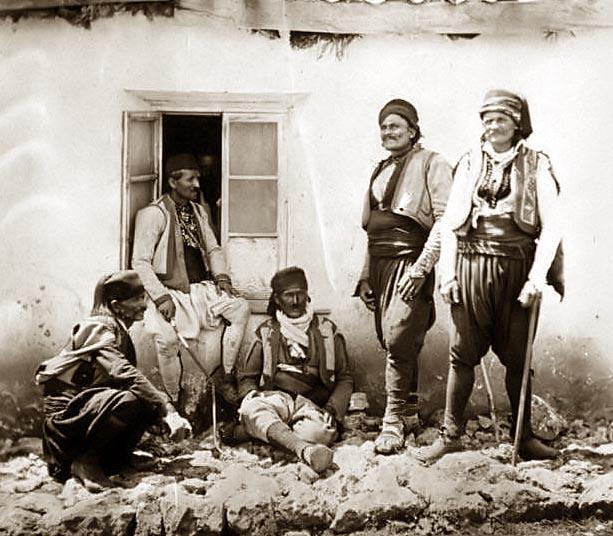
Černohorci v 19. století

V roce 1516 světský kníže Durad V. Crnojević odstoupil ve prospěch arcibiskupa Vavila, který přeorganizoval Černou Horu v teokratický stát pod nadvládou knížete-biskupa (vladyky) z Celinje, což byla pozice předána roku 1697 Petrović-Njegošovou rodinou z rodu Ridani ze strýce na synovce, jelikož biskupům nebylo dovoleno se ženit. Petr II. Petrović-Njegoš, snad nejvlivnější vladyka Černé Hory, vládl v první polovině 19. století. Je zajímavé poznamenat, že podle osmanského kronikáře Evliji Celebiji jsou ortodoxní Černohorci „čistí původní Chorvaté“, což pronesl, když navštívil oblast Piva v roce 1664. Roku 1851 se stal vladykou Danilo II. Petrović-Njegoš, ale roku 1852 se oženil, odhodil svůj eklektický původ, přijal titul knjaze (knížete) Danila I. a přeorganizoval svou zem na světský principát - vzniklo první Černohorské knížectví.
Následovala Danilova vražda Todorem Kadicem, v roce 1860 prohlásili Černohorci 14. října téhož roku Nikolu I. jako jeho nástupce (28. srpna 1910 – v Cetinje vyhlášeno Černohorské království). V letech 1861–1862 se Nikola neúspěšně zapojil do války s Tureckem, udržel však alespoň nezávislost Černé Hory. Roku 1875 byl však mnohem úspěšnější. Následujícího Herzegovineckého povstání se částečně zúčastnil svými tajnými akcemi a znovu vyhlásil válku Turecku. Srbsko se připojilo k Černé Hoře, ale bylo poraženo tureckými silami roku 1876, jen aby se o to následujícího roku pokusili znovu poté, co Rusko drtivě rozprášilo Turky. Výsledky těchto konfliktů byly značné:
1. 1900 čtverečních mil bylo k Černé Hoře přidáno díky Berlínské smlouvě.
2. Přístav Bar a všechny černohorské vody jsou uzavřeny válečným lodím všech národů.
3. Administrativa námořní a zdravotní policie na pobřeží byla svěřena do rukou Rakouska.

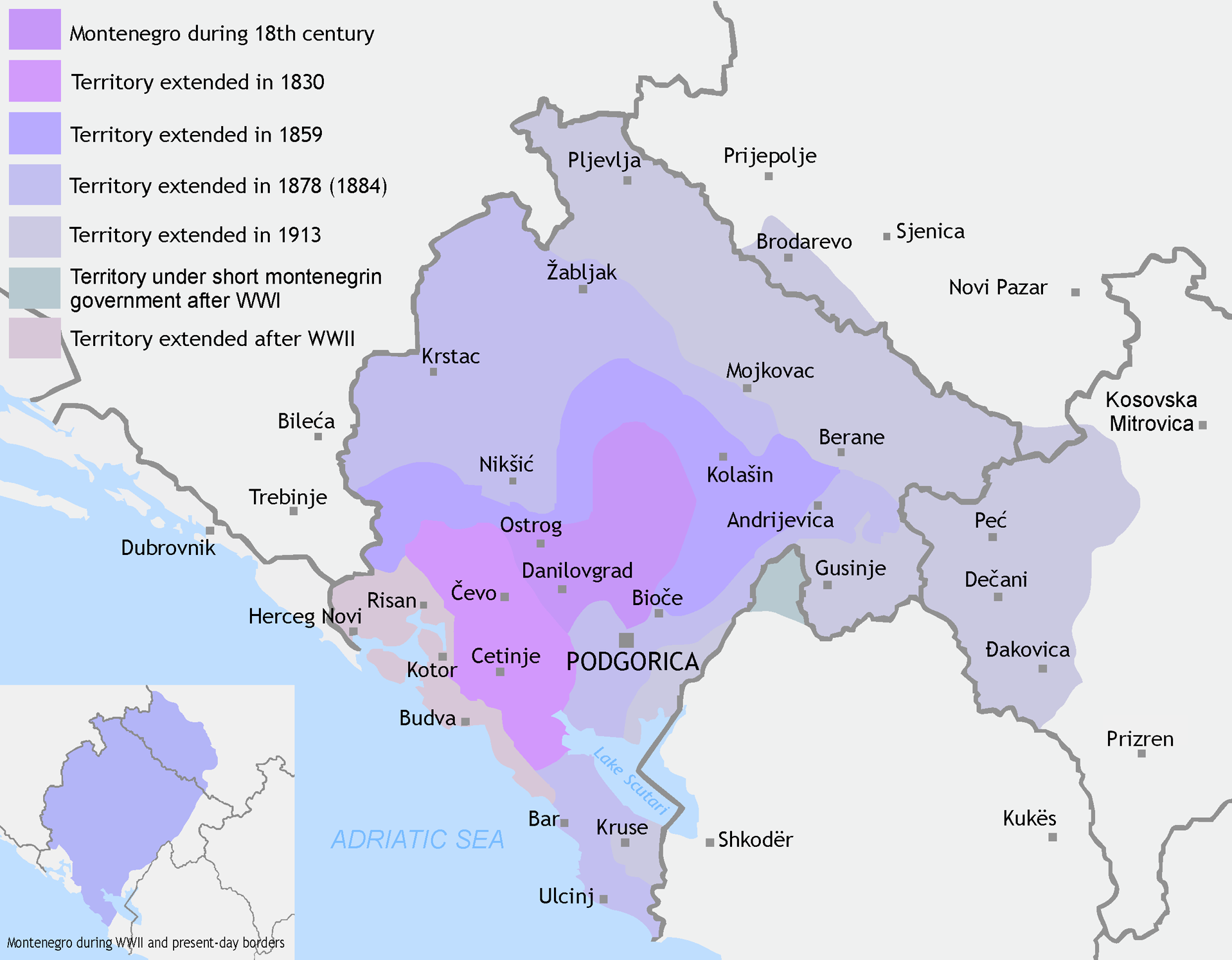
Územní expanze Černé Hory v 19. a 20. století

Za vlády Nikoly I. Petrović-Nejgoše (1860–1918) došlo k rozšíření černohorského území a mezinárodnímu uznání černohorské nezávislosti (1878). Tento panovník také vydal první skutečnou černohorskou ústavu (1905) a roku 1910 se stal prvním a zároveň posledním černohorským králem. Za balkánských válek (1912–1913) došlo k dalšímu rozšíření území Černé Hory, která získala menší území severovýchodně od Skadarského jezera, ale i část Sandžaku včetně severozápadu dnešního Kosova. Tehdy nově dobyté město Skadar však Černá Hora musela na naléhání velmocí předat nově se rodící Albánii, přestože při jeho dobývání, z rukou osmansko-albánských sil Esada Pashi, položilo svůj život 10 000 Černohorců.

### První světová válka
Černá Hora v první světové válce zakusila ohromné útrapy.[zdroj?] Během první invaze rakousko-uherských jednotek do Srbského království Černá Hora jako spojenec Srbska vyhlásila válku Centrálním mocnostem. Jen několik dní poté, co Rakousko-Uhersko vyhlásilo válku Srbsku, vyhlásila Černá Hora válku Rakousko-Uhersku. Přestože černohorská armáda měla jen okolo 50 000 mužů, byla okamžitě mobilizována. Rakousko-Uhersko rychle připravilo oddělenou armádu k invazi do Černé Hory, aby zabránilo spojení srbské a černohorské armády.
Během první světové války mělo Rakousko-Uhersko společnou hranici s Černou Horou. Jednak mu patřila Bosna a Hercegovina, a jednak také Boka Kotorska, která byla součástí Dalmácie. Černohorci svůj útok proto zahájili výpadem na tehdy rakousko-uherský Kotor bombardováním ze silně opevněného vrcholu hory Lovćen. 10. srpna 1914 černohorská pěchota provedla silný útok proti rakouským jednotkám, ale nevyužila výhodu, kterou předtím získala. Černohorci úspěšně odolali druhé rakouské invazi do Srbska a téměř dosáhli Sarajeva v Bosně a Hercegovině.[zdroj?] Nicméně s počátkem třetí rakouské invaze musela černohorská armáda ustoupit před početnějším soupeřem a rakousko-německá vojska konečně Srbsko přemohla. V lednu 1916 došlo k invazi do Černé Hory a ta pak zůstala po zbytek války okupována Centrálními mocnostmi.
Král Nikola I. Petrović-Njegoš byl nucen odejít ze země, odešel do exilu do Itálie a následně do Francie; vláda se přesunula do Bordeaux. Tehdejší francouzský prezident Raymond Poincaré uznal černohorskou vládu jako exilovou. Nakonec spojenci osvobodili Černou Horu od Rakušanů. 7. listopadu 1918 obsadily srbské jednotky i Boku Kotorskou. Nově svolaná, Srbskem ovládaná, Velká národní skupština srbského národa v Černé Hoře (známá také jako Podgorická skupština) 26. listopadu 1918 obvinila krále z pokusu o uzavření separátního míru s nepřítelem, sesadila ho a zakázala černohorské královské rodině návrat do země, a vydala usnesení o připojení Černé Hory k Srbskému království. 1. prosince 1918 se pak spolu se Srbskem stala součástí Království Srbů, Chorvatů a Slovinců. Na rozhodnutí Podgorické skupštiny pak velká část Černohorců zareagovala 7. ledna 1919 vypuknutím neúspěšného Vánočního povstání. V důsledku těchto událostí se Černá Hora stala jedinou spojeneckou zemí, která po první světové válce ztratila nezávislost.

### Jugoslávie
Do roku 1922 náleželo v rámci Království Srbů, Chorvatů a Slovinců území Boky Kotorské k Dalmácii a území bývalého Černohorského království stále tvořilo samostatnou správní jednotku. 1921–1934 vládl v Jugoslávii král Alexandr I. Karađorđević, který byl zároveň vnukem posledního černohorského krále Nikoly. Toto období bylo poznamenáno množstvím vnitřních etnických konfliktů. Alexandr byl zastáncem jednotného centralisticky řízeného státu a Černá Hora byla vzhledem k velikosti celého soustátí přehlížena. Za jeho vlády došlo v Jugoslávii ke dvěma správním reformám. Při reformě z roku 1922 Černá Hora zanikla jako samostatný správní celek a většina jejího území byla spojena s Bokou Kotorskou do nově vytvořené Zetské oblasti, zatímco část černohorského Sandžaku (přibližně území moderních měst Pljevlja a Bijelo Polje) připadla k Užické oblasti. I nadále však byla většina původní černohorské hranice zachována. 6. ledna 1929 jako odpověď na politickou krizi, vyvolanou vraždou chorvatského poslance Stjepana Radiće, zrušil Alexandr ústavu, vyhlásil svoji osobní diktaturu, změnil název státu na Království Jugoslávie a 3. října 1929 nahradil oblastní členění členěním na 9 bánovin. Tím zároveň přestaly zcela existovat hranice původního Černohorského království, jehož někdejší území bylo nyní rozděleno mezi Zetskou (moderní Černá Hora, území bývalé Republiky Dubrovník, Hercegovina, jihozápad moderního Srbska a sever Kosova) a Vardarskou bánovinu (jihovýchodní cíp původního Černohorského království, města Peć). Po vzniku Chorvatské bánoviny navrhovali srbští nacionalisté připojení Černé Hory do nové "Bánoviny Srbské země", která však nikdy nebyla kvůli propuknutí druhé světové války realizována.
Proti Alexandrovi se vytvořila opozice prosazující mimo jiné federalizaci státu. K ní patřila i Komunistická strana Jugoslávie. 9. října 1934 byl Alexandr na státní návštěvě Francie zastřelen v Marseille nacionalistou Vladem Černozemskim.
V meziválečném období byla Černá Hora zaostalou částí jugoslávského království. Neměla téměř žádné napojení na železniční síť země; zanedbatelnou průmyslovou výrobu a zaostalé zemědělství. V roce 1931 pracovalo v průmyslu pouhých 5,1 % Černé Hory, což bylo jen o trochu více, než například na území Sandžaku, nebo Kosova.

### Invaze Osy, zánik Jugoslávie a loutkové Černohorské království

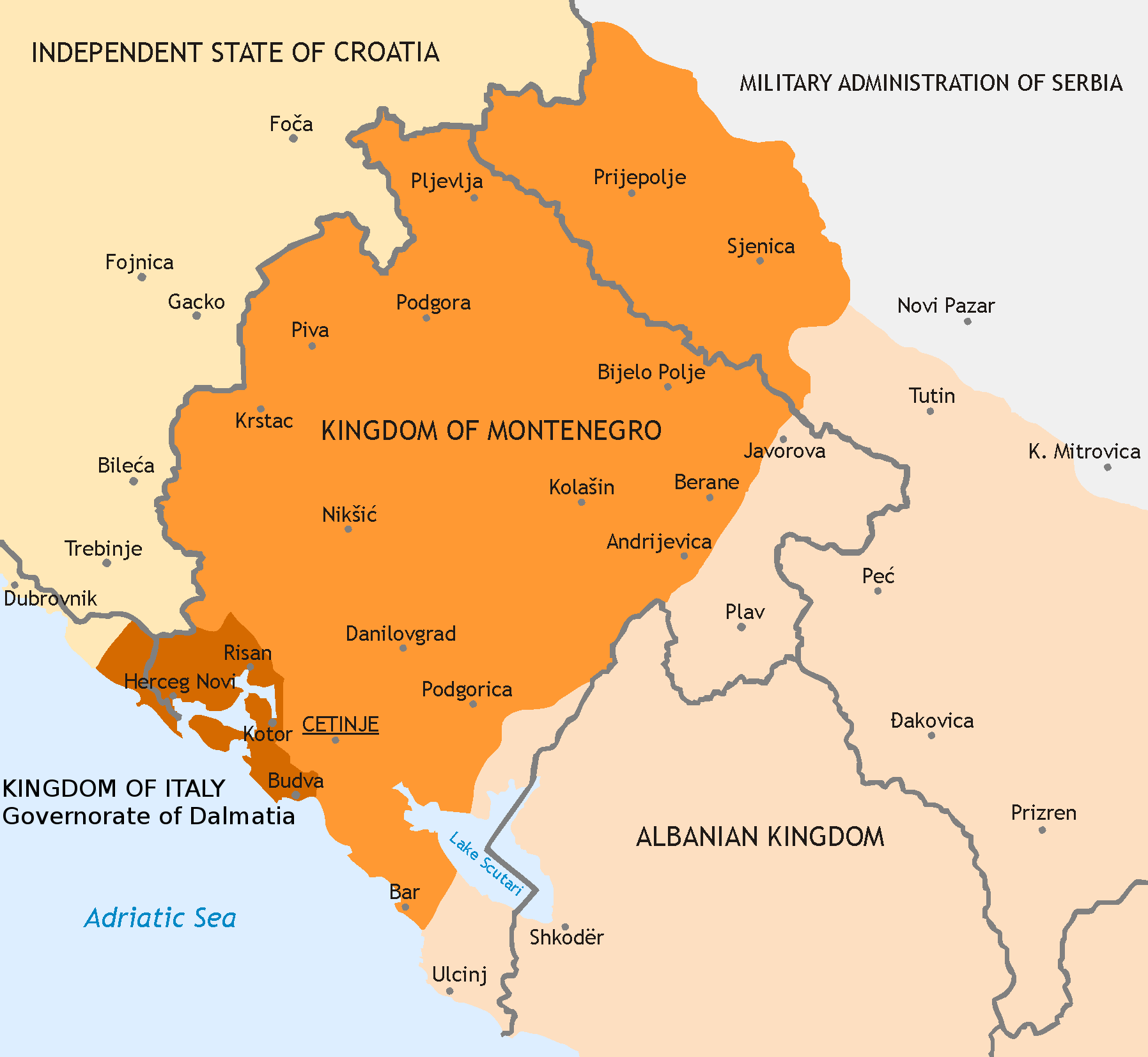
Itálií a poté Německem ovládané Černohorské království existující v letech 1941–1944

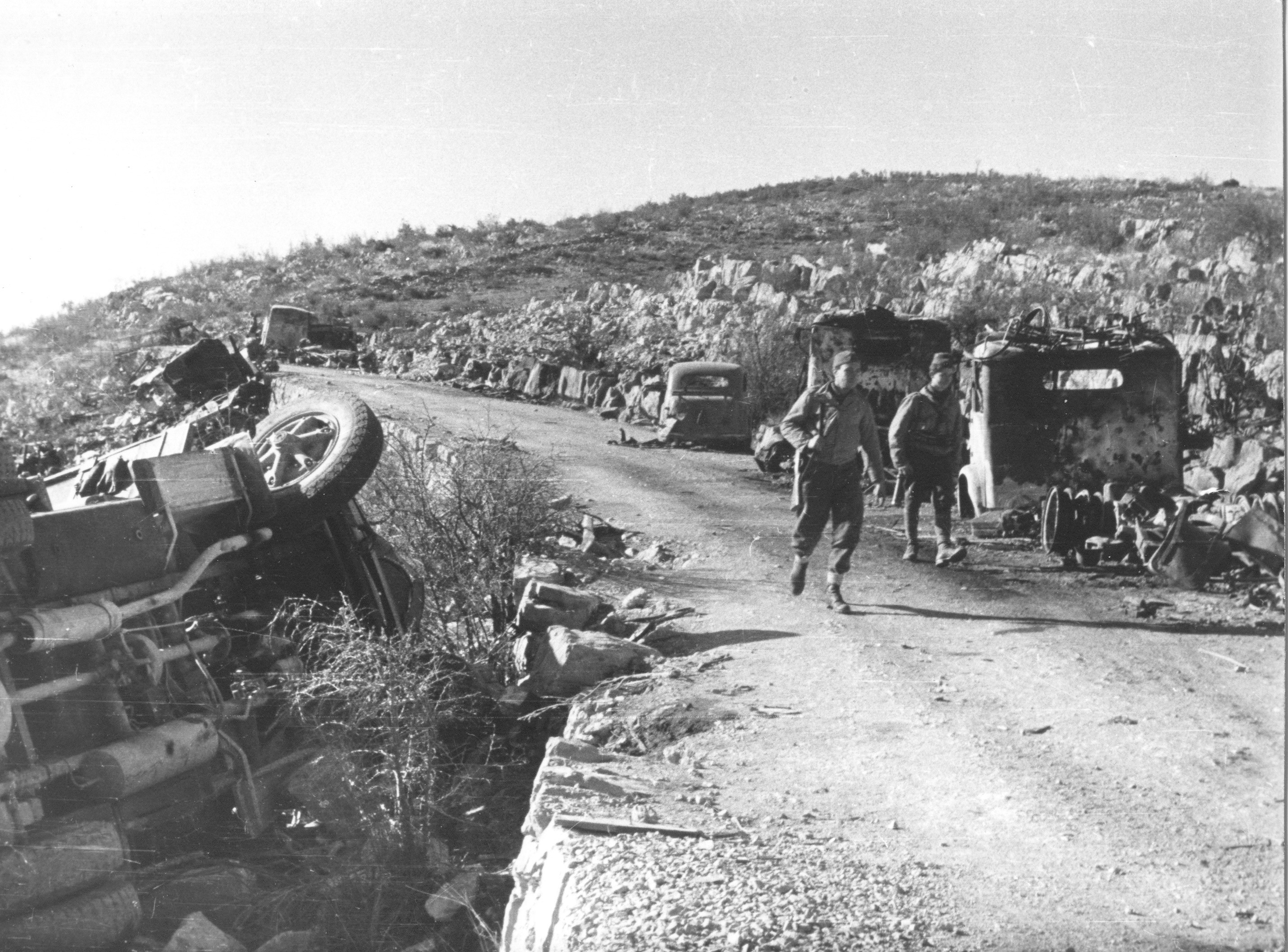
Boje jugoslávských partyzánů proti německým okupantům.

6. dubna 1941 provedly nacistické Německo a Mussoliniho fašistická Itálie invazi do Jugoslávie, během níž byla země okupována a po několika málo dnech přestala de facto existovat. Černá Hora byla obsazena jednotkami Itálie. Na většině území dnešní Černé Hory a v části srbského Sandžaku bylo ustaveno loutkové království Černá Hora, Boka Kotorská byla připojena k Itálii, okrajové jihovýchodní části Černé Hory zase k Itálií kontrolované Velké Albánii. Království však po celou dobu svojí existence bylo bez krále. Začátkem roku 1942 vypukla v Černé Hoře občanská válka, v níž se proti separatistům a okupačním jednotkám Osy postavili partyzáni a Četnici. Koncem září 1943 byla Boka Kotorská připojena k ustašovskému Chorvatsku. Do září 1943 zůstávalo království Černá Hora loutkovým státem Itálie, po odchodu posledního italského guvernéra 10. září 1943 bylo kontrolováno nacistickým Německem. V prosinci 1944 pak Černou Horu ovládli Titovi partyzáni a Království Černá Hora přestalo existovat.

### Po druhé světové válce
Titem vedená Komunistická strana Jugoslávie ocenila po vítězství ve válce masivní odpor Černohorců proti silám Osy[zdroj?] a ustanovila Černou Horu jednou z šesti autonomních republik nové Jugoslávské socialistické federace. Byla uznána také černohorská národnost.
V roce 1948 měla Černá Hora 377 000 obyvatel.
Součástí nové republiky s oficiálním názvem Lidová republika Černá Hora (od roku 1963 podle tehdejší ústavy Socialistická republika Černá Hora) se stala Boka Kotorská a téměř celé území původního Černohorského království, s výjimkou okolí Brodareva a jihovýchodního cípu, který byl začleněn do autonomní oblasti Kosovo. Nedlouho po skončení války vznikla ze stranické konference pro Černou Horu separátní Komunistická strana Černé Hory, jejíž ustavující kongres se uskutečnil v závěru roku 1948. Jednalo se víceméně ale jen o kosmetickou změnu, neboť byla republika řízena přímo z Bělehradu. V rámci administrativního dělení Jugoslávie byla Černá Hora jedinou republikou, která nebyla rozdělena na oblasti, vzhledem k tomu, že měla nízký počet obyvatel. V roce 1948 žilo v Černé Hoře pouze 425 705 obyvatel, což bylo méně, než kolik měla největší jugoslávská města.
Jugoslávští komunisté se nedlouho po příchodu k moci museli potýkat s několika problémy. Kromě toho, že především agrární jugoslávské (a i černohorské) obyvatelstvo nedisponovalo silnou dělnickou třídou, o kterou by se mohl režim opírat, tu byla také složitá otázka obnovy a rozvoje země. Jugoslávie byla totiž zemí neskutečných rozdílů. Proto bylo nezbytné zajistit rozsáhlé investice do infrastruktury a průmyslu v Černé Hoře. Černá Hora byla napojena na jugoslávskou železniční síť. Otázkou také bylo vybudování trati z Nikšiće do Podgorici (Titogradu) a diskutovalo se i o vysušení Skadarského jezera. V rámci kolektivizace byl řešen i vznik kolektivních farem.
Od roku 1975 měla pak i spojení s Bělehradem. Město Podgorica bylo rozsáhle přestavěno a v Nikšići vznikly nové továrny.
Černá Hora začala také využívat svůj turistický potenciál. I přesto však zůstávala chudší republikou jugoslávské federace, a musela využívat prostředků fondu pro nerozvinuté republiky. V roce 1979 postihlo Černou Horu ničivé zemětřesení.
Přestože v 80. letech probíhaly v západních republikách jugoslávské federace postupné demokratizační trendy, Černá Hora byla díky své uzavřenosti, partyzánské tradici a dlouhodobým vztahům k Srbsku republikou se spíše konzervativními politickými představiteli. Poté, co se v Srbsku dostal k moci Slobodan Milošević a svůj vliv začal šířit prostřednictvím Protibyrokratické revoluce, byla Černá Hora první republikou SFRJ, kde došlo k výměně vedení. Nově dosazení komunisté byli loajální Miloševićovi ještě více. Z nichž nejvýznamnějším představitelem probělehradské linie byl Momir Bulatović. V roce 1990 proto v prvních svobodných volbách kandidovaly hned čtyři komunistické strany, a vládnoucí linie byla hlasováním potvrzena. Zvítězila Černohorská demokraticko-socialistická strana, která jednak svým názvem odkazovala na demokratický socialismus, ke kterému se komunisté přihlásili v lednu 1990 na svém 14. kongresu, jednak naznačovala, že nedojde k výraznějším změnám v politickém vedení republiky.

### Po rozpadu Jugoslávie

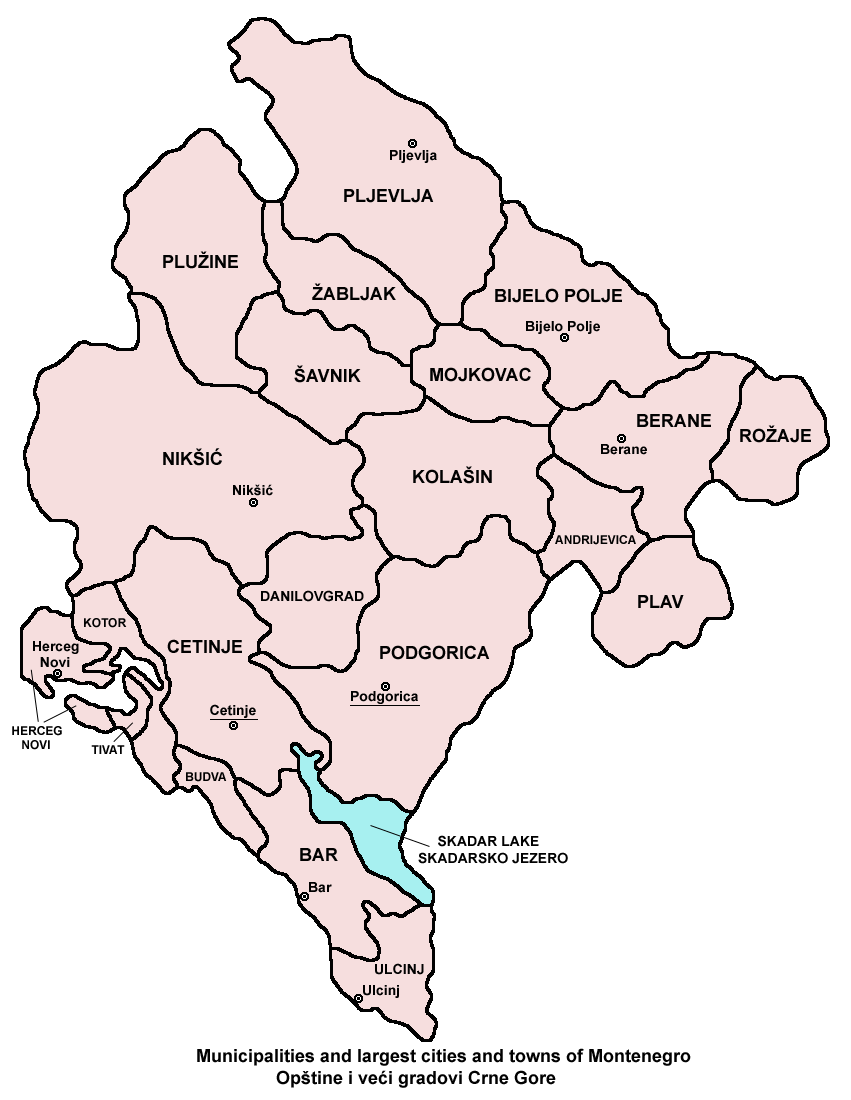

Po staré komunistické straně socialisté zdědili slušnou organizaci, zdroje a množství členů a to jim před nově vzniklými stranami dalo více než slušný náskok. S přehledem tak vyhráli parlamentní i prezidentské volby. Od té doby se až do dnešních dnů drží ve vedení. V polovině devadesátých let poskytovala Černá Hora významnou podporu Miloševićovu válečnému úsilí. Jejich vojáci v záloze byli povoláni, aby bojovali u Dubrovníku, kde také Miloševiče často navštěvoval premiér Milo Đukanović.
V dubnu 1992 se konalo narychlo uspořádané referendum, které potvrdilo nové státoprávní uspořádání Jugoslávie (vznik SRJ. To znamenalo definitivní konec pro starou komunistickou Jugoslávii. Svazová republika se aktivně zapojila do války proti Bosně a Chorvatsku, Spojené národy na ni posléze uvalily obchodní embargo a to vážně ovlivnilo i Černohorce. Pro svou vynikající zeměpisnou polohu (skvělý přístup k Jaderskému moři a vodní cesta do Albánie přes Skadarské jezero) se stala Černá Hora centrem pašeráctví. Veškerý průmysl se díky embargu zastavil a tak se pašovalo hlavně užitné zboží, jehož ceny vylétly nahoru – například benzín a cigarety. Tato činnost zde byla de facto legální a provozována po mnoho let. Černohorská vláda nelegální aktivity nejen přehlížela, ale nezřídka se na nich i sama podílela. Pašeráctví učinilo milionáře z mnoha šedých eminencí, nevyjímaje vládní úředníky. V polovině devadesátých let poskytl dokonce premiér Đukanović azyl několika italským mafiánským bossům, kteří byli do řetězu taktéž zapojeni.
V roce 1997 se rozhořel ostrý spor ohledně výsledků prezidentských voleb. Milo Đukanović v nich zvítězil nad Momirem Bulatovićem, ale ihned se vyrojily pochybnosti o zmanipulování druhého kola. Navzdory těmto stížnostem byl oficiálními autoritami prezident uznán. To znesvářilo množství dřívějších politických spojeneců a vytvořilo kolem října 1997 v Černé Hoře atmosféru blížící se občanské válce. Mimo jiné se také rozpadla vládnoucí Demokraticko-socialistická strana. Bulatović a jeho následovníci zformovali novou stranu – Socialistickou stranu lidovou a zůstali věrní Miloševičovi, zatímco nový prezident Đukanović si začínal od Srbska udržovat odstup. Jen díky tomu byla Černá Hora ušetřena masivního bombardování letectvem NATO, vedeným na Miloševičovy přívržence.
Đukanović vyšel z tohoto souboje jako jasný vítěz a dosud se drží u moci. Bulatović se do úřadu již nikdy nedostal a v roce 2001 odešel do důchodu, jen krátce poté, co byl Miloševič zatčen a postaven před Haagský tribunál (Mezinárodní soudní dvůr). V roce 2003 se Svazová republika Jugoslávie přejmenovala na "Srbsko a Černou Horu" a byla oficiálně ustanovena jako soustátí. Oba státy měly společný parlament a armádu. V roce 2006 uspořádala Černá Hora referendum o nezávislosti a o odtržení od Srbska. 55,5% voličů bylo pro a hranice 55%, nastavená Evropskou unií, tak byla překročena. Černá Hora vyhlásila nezávislost 3. června 2006.zdroj?

## Etymologie
Jedna legenda praví, že jméno Montenegro (Černá Hora) je odvozeno od benátské fráze pro „černou horu“, černý vzhled borů hory Lovćen inspiroval první benátské dobyvatele. Crna Gora je černohorským, srbským, chorvatským a bosenským překladem slova Montenegro. A právě hora Lovćen, jeden z nejvyšších bodů země, bývá mnohdy považován za onu původní Černou Horu.

## Historie vybraných míst Černé Hory

### Budva
Je mnoho archeologických důkazů, že Budva patří k nejstarším osídleným územím na pobřeží Jaderského moře vůbec. Mnoho písemných pramenů dokazuje, že tato oblast byla obydlená již od 5. století př. n. l. Podle legendy byla Budva založena Cadmem z Fénicie, hrdinou, vyhnaným z Théb v Řecku. Zde prý nalezl přístřeší pro sebe a jeho ženu Harmonii.
Dvě další civilizace zde také nechaly nesmazatelné stopy: Řekové a Římané. Na sklonku pádu říše římské a jejím rozdělení na dva celky, východní a západní, probíhala obranná linie, dělící tyto dvě oblasti, právě skrze zdejší oblast. To mělo následně obrovský dopad na historii a kulturu tohoto města. Ve středověku byla Budva pod nadvládou následovníků duklijských králů, srbských a zetanských aristokratů.
Po nich vládli tomuto městu téměř 400 let Benátčané, od roku 1420 do roku 1797. Budva se nazývala Budua a byla součástí Benátské Albánie-Černé Hory a byla opevněna silnými benátskými zdmi proti osmanskému postupu. Většina populace prý hovořila benátským jazykem až do začátku 19. století (alespoň podle historika Luigi Paulucciho v jeho knize "Le Bocche di Cattaro nel 1810" (The Bay of Kotor in 1810).
Za napoleonských válek nastala pro Budvu velice neklidná léta, ta tehdy totiž zažila nadvládu několika mocností. Rakouské říše, Francie a Ruského carství. Svaz Boky Kotorské (a Budvy) s Černou Horou měl platnost pouze pro krátké období (1813–1814), od roku 1817 až do roku 1918 zůstala Budva pod nadvládou Rakouska. Po první světové válce roku 1918 spadla Budva pod nadvládu Jugoslávského království a byla později připojena ke království Italskému v roce 1941.
Druhá světová válka si vzala mnoho životů z této oblasti při boji proti fašistickým dobyvatelům. Budva byla nakonec osvobozena od nacistické vlády 22. listopadu 1944 a poté patřila k Jugoslávii. Nyní je součástí nově samostatné Černé Hory. Katastrofální zemětřesení zasáhlo Budvu 15. dubna 1979. Mnoho ze starého města bylo poničeno nebo úplně zničeno. Dnes je zde ale pouze málo důkazů o této katastrofě – téměř většina budov byla opět zrekonstruována do své původní podoby.

### Sveti Stefan
Zdejší vesnici založili v 15. století příslušníci 12 rodin rodu Paštrovićů, kteří se do ní uchylovali v případě nebezpečí. Každé rodině patřil jeden se zdejších domků, v němž měla uskladněny mj. zásoby potravin. V průběhu doby tu vzniklo administrativní centrum samostatné komuny Paštrovićů. Od konce 16. století bylo obehnáno hradbami a vyrostly tu i další domky.
V posledních 200 letech se začala osada vylidňovat. Její záchranu znamenal projekt realizovaný v 50. letech 20. století: přebudoval rybářskou vesnici v luxusní hotelové zařízení při zachování původního vnějšího vzhledu. A tak bylo začátkem 60. let 20. století otevřeno jedinečné hotelové zařízení, kde domky většinou tvoří samostatný apartmán s vlastní zahrádkou nebo terasou, dokonce i u několika domků s vlastním bazénem, příp. i s vlastním přístupem k moři a malou plošinkou ke koupání a slunění. Domky jsou propojeny uličkami s malými luxusními obchůdky, průchody, schodišti, bohatá vegetace jim vtiskla specifický středomořský ráz. Centrální gastronomická část je na vysoké úrovni. Komplex je určen pro prominentní klientelu a je navštěvován společenskou, politickou a uměleckou smetánkou.

### Bar
Archeologické vykopávky ze staršího neolitu potvrzují, že v Baru žili lidé i v prehistorickém období. Materiál používaný za Ilyrských dob lze vidět všude v Barské zástavě. Obecně se věří, že Bar byl zmíněný jako zrekonstruovaný Římský hrad Antipargal v 6. století a jméno Antibarum bylo prvně zmíněno v 10. století.
Přestože se přesně neví, kdy přesně město padlo do rukou Dukljských vládců poprvé, díky vlivu Slovanů, který dominoval po dlouhou dobu před touto událostí. To se stalo pravděpodobně už v 9. století. Mnoho Dukljských vládců zde v Baru zůstávalo – kupříkladu Mihalo, první Dukljský král, jehož královský titul byl potvrzen právě v Baru, stejně tak Bodin, který získal v Baru trůn arcidiecéze. Po pádu Duklji křeslo arcidiecéze bylo přesunuto do Baru. V tomto období Duklja vedla úporné boje proti svým sousedům – Byzantské říši a Samuilově „západnímu bulharskému státu“ – a nejslavnější vládce Duklji kníže Vladimir měl své sídlo v Krajině poblíž Baru. Aby byla Duklja osvobozena od Byzantského tlaku, syn Vojislava kníže Mihailo požádal a dostal korunu od Říma roku 1077 a toto datum znamená oficiální počátek separace Duklji od byzantské moci. Později dosadil roku 1089 papež Mihailova syna Bodina do barské arcidiecéze.
Byzantská říše vládla znovu v Baru od roku 1166 do roku 1183, kdy Stafan Nemanja udělal výpad, který zdemoloval města na Jaderském pobřeží včetně „slavného města Baru“ a připojil Zetu k jeho státu Rašce. Od roku 1443 do 1571 byla tato oblast pod nadvládou Benátek. Ve středověku byl Bar centrem jižního Jaderského pobřeží, městský stát který měl vlastní vojsko, vlajku, sochu a razil vlastní mince. Osmané dobyli Bar roku 1571 a ten zůstal v jejich rukách do roku 1878.

### Kotor
Nejstarší zprávy uvádějí jako zakladatele zdejší osady Akurion řecké přistěhovalce. Řeky pak vystřídali Římané, za nichž se město nazývalo Acruvium, po nich následovali Byzantinci a Slované. O tuto velmi dobře spravovanou autonomní obec usilovali různí vládci, včetně uherských králů, ale až Benátčané se města zmocnili na více než 300 let a podrobili je svým zájmům (mezi léty 1420–1777). Pak se tu v pohnutých dobách napoleonských válek střídali vládci, usilující o hegemonii v této části Evropy. Po Napoleonovi se tu stali pány Rakušané, a to až do roku 1918, kdy se Černá Hora stala součástí Království Srbů, Chorvatů a Slovinců, resp. Království Jugoslávie. Pak měl Kotor stejný osud jako celá Černá Hora.
Kotor byl od 15. století nejen bohatým městem mořeplavby a obchodu, ale i umění a řemesel. Byla tu proslulá malířská škola, vzdělávali se tu významní stavitelé působící i v sousedních zemích. Velkého mistrovství dosáhli také kotorští zlatníci. Kotor býval podobně jako chorvatský Dubrovník velmi pokrokovým městem v oblasti zdravotní a sociální péče o své občany: měl lazaret, záchytnou hygienickou stanici, lékárnu, nalezinec, sirotčinec, bylo postaráno i o staré a invalidní občany.
Na předměstí Kotoru, ve Škaljaru, jsou na místním hřbitově pohřbeni hlavní vůdcové vzpoury námořníků proti velení rakousko-uherských lodí zakotvených v Boce kotorské. Došlo k ní v únoru 1918 na křižníku Sankt George v Kumborské úžině a přidaly se k ní posádky 40 dalších rakousko-uherských lodí kotvících v Boce, tj. na 6000 námořníků. Vzpoura však byla potlačena a její vůdcové, k nimž patřil i Čech František Raš, byli popraveni.